# EcoPeace

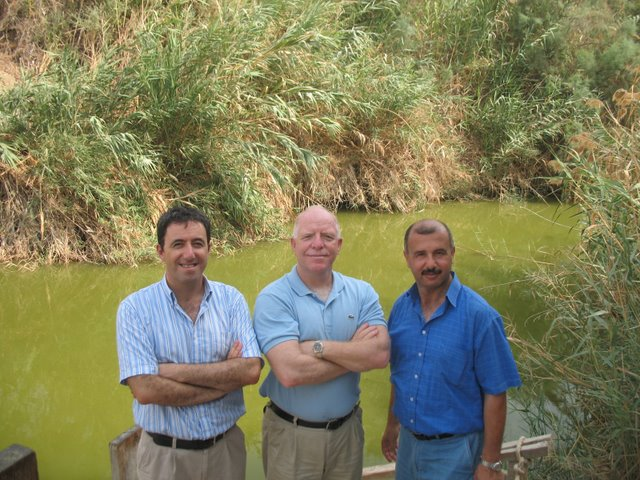
Die drei Kodirektoren von EcoPeace Middle East am Jordan. Gidon Bromberg (Israel), Munqeth Mehyar (Jordan), Nader Al-Khateeb (Palestine) von links nach rechts

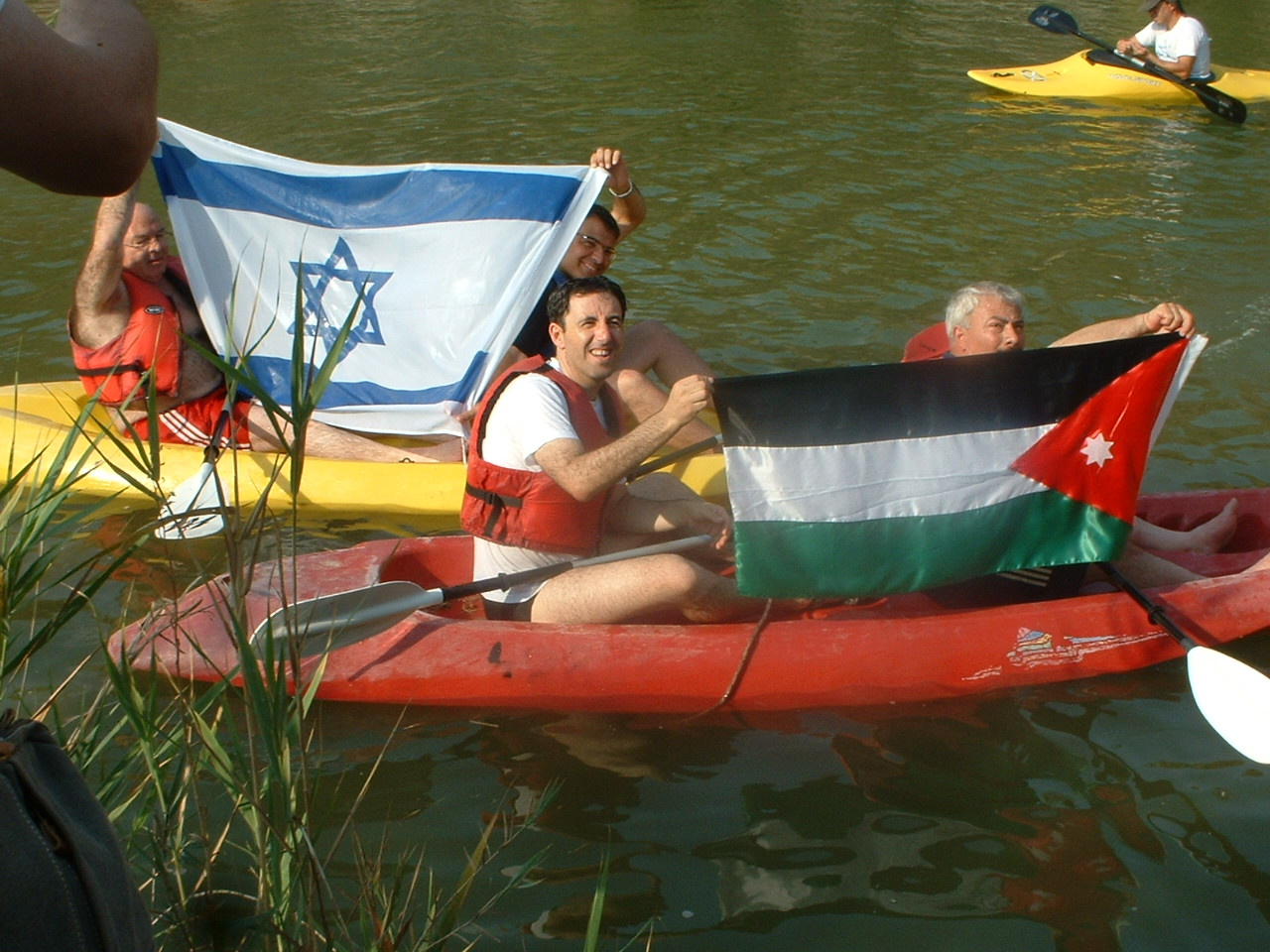
Aktivisten von EcoPeace auf dem Jordan, in der Mitte Gidon Bromberg

EcoPeace Middle East ist eine Organisation, die für Umweltschutz und Frieden im Nahen Osten arbeitet. Sie ist in Jordanien, Palästina und Israel aktiv. Ziel ist der Schutz der gemeinsamen Natur in der Region. EcoPeace möchte die nachhaltige Entwicklung vorantreiben und damit gleichzeitig die Grundlagen für ein langfristiges friedliches Zusammenleben in der Region schaffen. EcoPeace hat Büros in Amman (Jordanien), Bethlehem (Westjordanland) und Tel Aviv (Israel).

## Geschichte
EcoPeace wurde am 7. Dezember 1994 bei einem Treffen in Taba (Ägypten) gegründet. Damals trafen sich zum ersten Mal ägyptische, israelische, jordanische und palästinensische Umweltschützer, um ihre Kräfte zu bündeln und den Umweltschutz und die Regionalentwicklung in der gesamten Region voranzutreiben. Deshalb bezeichnet EcoPeace dieses Treffen 1994 als „historisch“.

## Arbeit
EcoPeace arbeitet vor allem in der Planung und Umsetzung von Infrastrukturprojekten mit, die für die Region Israel, Jordanien und die Palästinensische Gebiete Auswirkungen haben. Das Thema Wasserversorgung spielt sowohl aus Sicht des Umweltschutzes wie auch aus Sicht der Konfliktvermeidung eine wichtige Rolle.
EcoPeace spielt eine führende Rolle in der Erhaltung des Toten Meeres, das aufgrund verschiedener anthropogener Einflüsse auszutrocknen droht. EcoPeace arbeitet für eine nachhaltige Regionalentwicklung im Gebiet rund um das Tote Meer.